# Staatspolizeileitstelle Düsseldorf
Die Staatspolizeileitstelle (StaPo) Düsseldorf war nach Berlin die zweitgrößte Gestapostelle im Deutschen Reich zur Zeit des Nationalsozialismus. Sie war zuständig für den Regierungsbezirk Düsseldorf (anfangs nannte sie sich noch „Preußische Geheime Staatspolizei bei dem Regierungspräsidenten zu Düsseldorf“). 1939 wurde sie zur Staatspolizeileitstelle ernannt und damit auch für die Regierungsbezirke Köln, Aachen, Trier und Koblenz zuständig, also deren Stapostellen strukturell übergeordnet. Damit war Düsseldorf die zentrale Stapostelle in der preußischen Rheinprovinz und im rheinisch-westfälischen Industriegebiet.

## Entstehung und Zuständigkeit
Seit dem 1. Juli 1926 unterstand die Düsseldorfer Polizei nicht mehr dem Oberbürgermeister und der Kommune, sondern dem preußischen Innenministerium. Zu diesem neu begründeten staatlichen Polizeipräsidium zählten die Verwaltungspolizei, die Kriminalpolizei und die Schutzpolizei. Polizeipräsident war Hans Langels. Innerhalb der Verwaltungspolizei bestand in Düsseldorf die Abteilung IA, die als politische Preußische Geheimpolizei für den Staats- und Verfassungsschutz zuständig war und die politischen Extremisten und Republikfeinde nachrichtendienstlich überwachte und bekämpfte. Langels, der als überzeugter Demokrat (Zentrumspartei) galt, wurde im Frühjahr 1933 abgesetzt und in den vorläufigen Ruhestand versetzt. Zu seinem Nachfolger ernannte der preußische Innenminister Hermann Göring am 1. Mai 1933 den SS-Gruppenführer Fritz Weitzel. Aus der Abteilung IA wurde dann die Geheime Staatspolizei gebildet.
Die Dienststelle der Staatspolizeistelle Düsseldorf (Stapo Düsseldorf) wurde infolge einer Durchführungsverordnung des 1. und 2. Gestapogesetzes (26. April 1933 und 30. November 1933) vom 8. März 1934 und zwei folgenden Runderlassen in der Zeit zwischen Ende April und Anfang Mai 1933 eingerichtet. Ab dem 1. April 1934 waren die Staatspolizeistellen in Preußen jedoch endgültig aus den Polizeiverwaltungen und damit aus der inneren Verwaltung herausgelöst. Die Stapo Düsseldorf war infolgedessen dem Regierungspräsidium Düsseldorf zugeteilt, unterstand jedoch de facto nur noch dem preußischen Ministerpräsidenten Göring und dem Geheimen Staatspolizeiamt in Berlin (Gestapa). Mit der Unabhängigkeit von den Bezirksregierungen waren die Staatspolizeistellen dementsprechend nur noch dem Gestapa rechenschaftspflichtig. Zwar konnten die Regierungspräsidenten oder Oberpräsidenten den Staatspolizeistellen Weisungen erteilen, diese durften jedoch nicht den Vorschriften des Gestapa Berlin widersprechen. Auch konnte die Arbeit der Stapo nicht mehr durch Verwaltungsgerichte als übergeordnete Ordnungsbehörde überwacht oder sanktioniert werden. Die Stapostelle Düsseldorf zählte zum Hauptamt Sicherheitspolizei (Zusammenfassung von Kripo und Gestapo) und nach 1939 als Staatspolizeileitstelle zum Amt IV (Heinrich Müller) des Reichssicherheitshauptamts (RSHA).

## Einzugsbereich
Zur Stapostelle zählten die Kommandos (Außendienststellen) in Essen, Mönchengladbach, Wuppertal, Duisburg-Hamborn, Oberhausen-Mülheim und Krefeld (ab 1937), mehrere Stellen an der deutsch-niederländischen Grenze (Grenzpolizeikommissariate Emmerich, Kaldenkirchen und Kleve) und die beiden Nebenstellen Remscheid und Solingen. Es lebten über 4,15 Millionen Menschen, nach 1939 sogar 7,9 Millionen Menschen im Einzugsbereich der Düsseldorfer Stapo, denn nach September 1939 zählten nämlich auch die entsprechenden Stapostellen in Köln, Aachen, Trier und Koblenz sowie deren Nebenstellen zur Stapoleitstelle Düsseldorf.

## Aufgaben
Die Beamten der Stapoleitstelle arbeiteten in der Überwachung und kriminalpolizeilichen Verfolgung politischer Gegner des Nationalsozialismus, zu denen laut Geschäftsverteilungsplan (1935) folgende Gruppen gehörten: „Kommunismus, Marxismus, Sozialismus, Konfessionen, Juden, Emigranten, Freimaurer, Reaktion, Opposition“ etc. Die Düsseldorfer Stapo hatte nach Berlin den zweitgrößten Personalbestand im Reich. Trotzdem war die Düsseldorfer Stelle maßgeblich auf Hinweise aus der Bevölkerung (rund 26 % der eingegangenen Anzeigen) und enge Kooperation mit anderen Ämtern und Polizeidienststellen (OrPo, Verwaltungspolizei, KriPo) angewiesen. Düsseldorf war ab 1938 auch Sitz des Höheren SS- und Polizeiführers West (HSSPF, s. u.) und des Inspekteurs der Sicherheitspolizei und des SD im Wehrkreis VI, die beide im Auftrag des Berliner Reichssicherheitshauptamt (RSHA) der Düsseldorfer Stapostelle übergeordnet waren.
Schon recht bald nach der institutionellen Entstehung der Stapo beteiligten sich ihre Beamten an der Verfolgung und Unterdrückung politischer Gegner, so etwa im Sommer 1933 im gemeinsamen Verbund mit der Düsseldorfer SA, der SS und der im Frühjahr 1933 aufgestellten Hilfspolizei. In dieser Phase und in den Folgemonaten profilierten sich Beamte wie Otto Bovensiepen, Josef Vogt und Rudolf Murray oder der Kriminalkommissar Max Brosig.
Zum Aufgabenbereich der Gestapo zählten Hausdurchsuchungen, Post- und Telefonüberwachungen, Verhöre und Einsatz von V-Leuten zur umfassenden Verfolgung von Oppositionellen, Juden, Homosexuellen und Zeugen Jehovas bzw. Bibelforschern. Die Verfolgung der „Zigeuner“ oblag der Kriminalpolizeileitstelle Düsseldorf, die jedoch mit der Gestapo eng zusammenarbeitete.
Zahlreiche „Schutzhaftverfahren“ gegen politische Gegner, „Defätisten“, „Heimtücker“, angebliche „Deserteure“, „Arbeitsscheue“ oder Zwangsarbeiter wurden durch die Stapo Düsseldorf eingeleitet; die betreffenden Personen wurden verhört und in das Polizeigefängnis oder das Justizgefängnis in Düsseldorf-Derendorf („Ulmer Höh'“) überführt. Viele Verfahren aus dem Einzugsbereich wurden vor dem Düsseldorfer Sondergericht, dem Oberlandesgericht Hamm („Hochverratsverfahren“) oder dem Berliner Volksgerichtshof verhandelt (so etwa gegen den Düsseldorfer Kaplan Joseph C. Rossaint, gegen die Kommunisten Karl Schabrod, Rudi Goguel oder Josef Schappe oder gegen den Karnevalisten Leo Statz); viele Verurteilte wurden anschließend in Konzentrationslager, wie Sachsenhausen, Ravensbrück oder Buchenwald überführt.

## Deportationen
1935 kam es zur Einrichtung des „Judenreferats“ unter Viktor Humpert mit seinen Mitarbeitern Georg Pütz, Heinz Illig und Hermann Waldbillig, die ab Herbst 1941 die Deportationen aus dem Regierungsbezirk Düsseldorf organisierten und gemeinsam mit anderen Polizeidienststellen sowie den Finanzbehörden durchführten. Diese Verschleppungen begannen mit Listen und Verfügungen, Einzug der Vermögenswerte, Versteigerungen von Wohnungen, Einrichtungen und persönlichen Gegenständen sowie mit der Sammlung von Menschen an den Tagen vor dem Deportationstermin in der Großschlachthalle am Schlacht- und Viehhof Düsseldorf, wo Juden aus den anderen Städten der Region eintrafen, gezählt und registriert sowie mittels Leibesvisitationen durchsucht wurden. Es kam mehrfach zu Misshandlungen und Diebstählen durch die Exekutivbeamten der Stapo, wie durch Zeugenaussagen von Überlebenden belegt. Vom Schlachthof an der Rather Straße aus wurde die Gruppe von jeweils rund 1.000 Personen am Montag früh via Münsterstraße, Yorckstraße bis zur Ecke Tußmannstraße/Augustastraße zur Verladerampe gebracht. Der Bericht des Schutzpolizeimajors Paul Salitter über eine Deportation mit dem Ziel Riga gibt über die Details Auskunft. Salitter, der mit seinen Männern für die Transportüberwachung zuständig war, leitete seinen ausführlichen Bericht an das Reichssicherheitshauptamt in Berlin (Referat von Adolf Eichmann) weiter.
So wurden vom Bahnhof Düsseldorf-Derendorf aus ab Oktober 1941 bis 1945 insgesamt mehr als 6.000 Menschen aus dem Einzugsbereich (darunter über 2000 Düsseldorfer Bürger) in Ghettos oder Konzentrationslager deportiert (siehe Juden in Düsseldorf). Die Düsseldorfer Transporte im Einzelnen:
- am 27. Oktober 1941 in das Ghetto Litzmannstadt (1.003 Menschen),[2]
- am 10. November 1941 in das Ghetto Minsk (992 Personen),[3]
- am 11. Dezember 1941 in das Ghetto Riga (1.007 Personen),[4]
- am 22. April 1942 in das Ghetto Izbica bei Lublin (1.051), von wo aus die meisten in das Vernichtungslager Sobibor gebracht und dort sofort ermordet wurden,
- am 15. Juni 1942 in das Ghetto Izbica (1.003 Personen), von Koblenz/Köln mit Zwischenstopp in Düsseldorf,
- am 21. Juli 1942 in das Ghetto Theresienstadt (965 Personen) und
- am 25. Juli 1942 in das Ghetto Theresienstadt (980 Personen), von Aachen kommend mit Zwischenstopp in Düsseldorf.
- am 1. März 1943 in das Vernichtungslager Auschwitz (1.500 Personen aus Stuttgart, Trier und Dortmund mit Zwischenstopp in Düsseldorf),

Die dann folgenden Transporte betrafen „Mischlinge“ oder Eheleute, die in einer „Mischehe“ lebten. Es waren kleinere Transporte, bei denen sogar Einzelpersonen in einer 1:1-Überwachung durch Stapobeamte begleitet wurden:
- am 25. Juni 1943 in das Ghetto Theresienstadt (32 Personen),
- am 10. September 1943 in das Ghetto Theresienstadt (9 Personen),
- am 16. Dezember 1943 in das Ghetto Theresienstadt (1 Person),
- am 13. Januar 1944 in das Ghetto Theresienstadt (14 Personen) über Aachen,
- am 12. Juli 1944 in das Ghetto Theresienstadt (5 Personen),
- am 17. September 1944 in das Ghetto Theresienstadt (unbekannte Anzahl von „Mischehepartnern“) über das Zwangsarbeitslager Lenne-Vorwohle, Halle und Berlin,
- am 26. Januar 1945 in das Ghetto Theresienstadt (1 Person).[5]

Sammelstelle für diese kleineren Transporte war ab 1943 auch das Gemeindezentrum an der Bilker Straße 25.
Kleinere Deportationen aus Düsseldorf hatte es bereits vorher gegeben, bei denen die Gestapo gemeinsam mit der Kripo eine führende Rolle gespielt hatte: am 28. Oktober 1938 nach Bentschen/Polen (361 Düsseldorfer Juden polnischer Abstammung, „Polenaktion“) vom Hauptbahnhof aus; am 16. November 1938 in das KZ Dachau (87 männliche Düsseldorfer Juden, „Novemberaktion“) über Hauptbahnhof sowie von rund 130 Düsseldorfer Sinti am 16. Mai 1940 über den Bahnhof Köln-Deutz-Messe in das Ghetto Siedlce im Generalgouvernement.

## Endphase
Im Verlauf des Krieges mehrten sich die Luftangriffe auf Düsseldorf. Nachdem die Dienststelle im Juni 1943 ausgebombt worden und nach Ratingen umgezogen war (siehe unten), radikalisierte sich ihr Vorgehen noch einmal drastisch. Der Fokus der Verfolgung verschob sich nun zunehmend auf „staatsfeindliche“ Bagatelldelikte (Verweigerung des Hitlergrußes, kritische Äußerungen zum Kriegsverlauf usw.), auf Wirtschaftsdelikte (Unterschlagung, Fälschung von Lebensmittelkarten), „Wehrkraftzersetzung“, Desertion und die disziplinarische Überwachung von Zwangsarbeitern, Kriegsgefangenen oder „Arbeitsbummelanten“. Auch wurden im Regierungsbezirk Düsseldorf – ähnlich wie in Köln oder im Ruhrgebiet – jugendliche Gruppen verfolgt, die sich in oppositioneller Haltung dem Zugriff der Hitlerjugend entzogen hatten und als Edelweißpiraten bezeichnet wurden. Diese losen Gruppen trafen sich in eigenständigen Zirkeln, beteiligten sich an Flugblattaktionen gegen das Regime, unterhielten Kontakte zum kommunistischen Widerstand oder bekämpften die HJ-Streifen.
Verantwortlich war die Stapo auch für mehrere Endphaseverbrechen in der Region, also die Ermordung von politischen Häftlingen, Kriegsgefangenen oder Zwangsarbeitern in den letzten Wochen vor der Befreiung 1945 (beispielsweise im Kalkumer Wald bei Ratingen, der Wenzelnbergschlucht bei Solingen und die NS-Morde im Burgholz).
Die Staatspolizeileitstelle Düsseldorf wurde schließlich im März/April 1945 aufgelöst.

## Organisationsstruktur, Leitung und Mitarbeiter
1934 bestanden Abteilungen für Organisation und Verwaltung (Abteilung I), die Juristische Abteilung (Abteilung II) sowie die Exekutiv-Abteilung (Abteilung III). 1939 gab es Abteilungen für Verwaltung (Abteilung I), Innenpolitische Polizei (Abteilung II) sowie Abwehrpolizei (Abteilung III).
Die Dienststellenleiter der Düsseldorfer Stapo(leit)stelle waren:
- Regierungsrat Rudolf Murray (1. August 1933 bis September 1934),
- Kriminalrat Franz Sommer (26. September 1934 bis 31. Juli 1939),
- Oberregierungsrat Karl Haselbacher (1. September 1939 bis Juni 1940), seitdem Stapoleitstelle,
- Regierungsrat Kurt Venter (kommissarisch, 16. November 1940 bis Oktober 1941),
- Oberregierungsrat Walter Albath (11. Oktober 1941 bis 15. September 1943),
- Oberregierungsrat Gustav Adolf Nosske (August 1943 bis 23. September 1944) und
- Oberregierungsrat Hans Henschke (1. Oktober 1944 bis 6. Januar 1945)
- Oberregierungsrat Hans Kolitz (6. Januar 1945 bis zur Befreiung im April 1945).

Die stellvertretenden Dienststellenleiter waren:
- Kriminalrat Maslak (1934)
- Regierungsassessor Meyer (1938)
- Regierungsrat Karl-Heinz Hoffmann (1939/40)
- Regierungsrat Kurt Venter  (1940/41)
- Regierungsrat Reinhard Breder (1941/42)
- Regierungsrat Herbert Weygandt (1942/43)
- Regierungsrat Gerhard Keil (1944)
- Regierungsrat Reiner Gottstein (1944–Januar 1945)

Die höheren (überwiegend jungen) Beamten waren zumeist studierte Juristen oder kamen aus der Verwaltungslaufbahn im höheren Dienst. Der Personalbestand der Düsseldorfer Stapo war verhältnismäßig hoch. Im Jahre 1935 gab es 167 männliche Angestellte und Beamte im gesamten Einzugsbereich (zum Vergleich: 4.200 Mitarbeiter zählte die Stapo 1935 reichsweit), die Zahl steigerte sich über 291 (1937) auf 349 (1941). 1937 waren von 291 Mitarbeitern 126 in der Düsseldorfer Hauptstelle beschäftigt, in der Außendienststelle Essen 43, Wuppertal 43, Duisburg 28, Krefeld circa 20, Oberhausen 14 und Mönchengladbach elf. Die Grenzpolizeikommissariate Emmerich beschäftigte zehn, Kleve und Kaldenkirchen jeweils acht Mitarbeiter.

## Dienstsitz der Düsseldorfer Stapo
Die Stapo Düsseldorf hatte ihren Dienstsitz
- im Polizeipräsidium an der Mühlenstraße 29, Stadthaus (Düsseldorf), dem heutigen Sitz der Mahn- und Gedenkstätte Düsseldorf, das bis April 1934 von der regulären Polizei verlassen wurde (diese zog zum Mackensenplatz 5–7 um, heute: Polizeipräsidium am Jürgensplatz);
- ab März/April 1934 im Sitz des Regierungspräsidenten ab 1936 Ufer der alten Garde 2 und Alte-Garde-Ufer (heute: Cecilienallee 2),
- ab März 1939 an der Prinz-Georg-Straße 98 im Stadtteil Pempelfort,
- von Juni 1943 bis Februar 1945 in Ratingen (Umzug wegen Bombengefahr ins dortige Lehrerseminar), Mülheimer Straße 47 (heute: Stadtarchiv Ratingen) und Nutzung des ehemaligen Gefängnisses Wiesenstraße 1 für Inhaftierungen.[7] sowie
- in der Kriegsendphase 1945 kurzzeitig in Wuppertal und in der SS-eigenen Wewelsburg in Niederhagen/Westfalen.

An den Standorten erinnern heute Gedenktafeln an den Sitz der Dienststelle.

## Übergeordnete Sipo-Stellen
Die Stapoleitstellen waren eingebunden in ein Machtsystem, das insbesondere nach 1936 und besonders nach Kriegsbeginn durch eine zunehmende Verschmelzung von Partei- und Staatsämtern, von SS und Polizei gekennzeichnet war. Die Düsseldorfer Dienststellenleiter unterstanden dem Reichssicherheitshauptamt in Berlin, regional aber auch dem Inspekteur der Sicherheitspolizei und des Sicherheitsdienstes und (diesem übergeordnet) dem Höheren SS- und Polizeiführer West mit Sitz in Düsseldorf. Dieses Amt hatten inne:
- SS-Obergruppenführer Fritz Weitzel (11. Juni 1938 bis 20. April 1940), wurde HSSPF Nord in Oslo,
- SS-Gruppenführer Theodor Berkelmann (20. April 1940 bis 9. Juli 1940), wurde HSSPF beim Reichskommissar für die Saarpfalz und Chef der Zivilverwaltung in Lothringen,
- SS-Obergruppenführer Friedrich Jeckeln (12. Juli 1940 bis 1. Mai 1941), wurde HSSPF im „Heeresgebiet Süd“ (besetzte Ukraine), und
- SS-Obergruppenführer Karl Gutenberger (1. Mai 1941 bis 8. Mai 1945), war vorher Polizeipräsident in Essen.

Die HSSPF West hatten ihren Dienstsitz im Polizeipräsidium am Mackensenplatz 5–7 (heute Jürgensplatz).
Der HSSPF West mit Sitz in Düsseldorf hatte Zugriff auf sämtliche Einheiten von SiPo und SD, OrPo, allgemeiner SS und Waffen-SS (insgesamt über 20.000 Mann) und nahm alle Aufgaben des Reichsführers-SS und Chefs der deutschen Polizei im Wehrkreis VI (Rheinland, Lippe und Westfalen, ab 1940 auch Teile Belgiens) wahr, dies war der bevölkerungsreichste und größte Polizeibereich im damaligen Deutschen Reich. Dem HSSPF unterstanden zwei Inspekteure bzw. Befehlshaber: 1. der Befehlshaber der Ordnungspolizei (BdO im Wehrkreis VI) mit Sitz in Münster und 2. der Inspekteur der Sicherheitspolizei (SiPo) und des SD mit Sitz in Düsseldorf (IdS im Wehrkreis VI). Letztere waren zuständig für die Zusammenarbeit und Koordination zwischen der SiPo (also auch der Gestapo) und den Zentralstellen der allgemeinen und inneren Verwaltung, den Gauleitern der NSDAP und den Dienststellen der Wehrmacht im Wehrkreis und zugleich oberste Vertreter von Gestapo, SD und Kriminalpolizei in diesem Gebiet. Ab 28. Mai 1941 fiel dem IdS auch die Dienstaufsicht über die Arbeitserziehungslager (AEL) im Wehrkreis VI zu (Arbeitserziehungslager Recklinghausen, Gladbeck-Zweckel, Essen-Mülheim, Hunswinkel bei Lüdenscheid). IdS in Düsseldorf und damit Dienstherren der Staatspolizeileitstelle waren:
- SS-Oberführer Alfons Glatzel (1. Oktober 1936 bis zum 1. September 1938)
- SS-Brigadeführer Hermann Freiherr von Schade (1. September 1939 bis 15. Juli 1940),
- SS-Standartenführer und Oberst der Polizei Hans Nockemann (15. Juli 1940 bis 1. März 1941),
- SS-Brigadeführer und Generalmajor der Polizei Walther Bierkamp (1. März 1941 bis 24. Juni 1942),
- SS-Standartenführer Walter Blume (30. Juni 1942 bis 18. Oktober 1943),
- SS-Standartenführer Walter Albath (18. Oktober 1943 bis 2. Februar 1945), der zuvor Dienststellenleiter der Stapo war, und
- SS-Obersturmbannführer Rudolf Batz (2. Februar 1945 bis April 1945?)

Die IdS hatten ihren Dienstsitz in der Prinz-Georg-Str. 44 (1940); Graf-Recke-Str. 55/57 (1942) und schließlich in Kaiserswerth, Leuchtenberger Kirchweg 73–75.
Sowohl die IdS als auch die Gestapo arbeiteten eng mit dem Sicherheitsdienst der SS (SD) zusammen. Düsseldorf war der Sitz eines der SD-Oberabschnitte des Reiches. Die Leiter des SD-Oberabschnitts West waren:
- Wilhelm Albert (1933 bis April 1934)
- Obersturmführer Alfons Glatzel (20. April 1934 bis 1. Oktober 1937)
- SS-Brigadeführer Hermann Freiherr von Schade (1938 bis 1939)
- SS-Standartenführer Hans Nockemann (1939)

(Mit Gründung des RSHA wurde der SD-Oberabschnitt West im September 1939 umbenannt in „SD-Leitabschnitt Düsseldorf“.)
- SS-Sturmbannführer Fritz Glitz (16. August 1941 bis 30. Oktober 1943)
- Bruno Heder (30. Oktober 1943 bis 15. Januar 1944)
- Karl-Heinz Bendt (15. Januar 1944 bis Mai 1945)

Der SD-Oberabschnitt West/Leitabschnitt Düsseldorf hatte seinen Sitz in der Goltsteinstraße 3.

## Verfolgung der Täter durch die Justiz
Es gab mehrere Prozesse gegen einzelne Angehörige der Gestapo Düsseldorf. 1948 verurteilte ein britisches Militärgericht beispielsweise Albath zu 15 Jahren Haft, aus der er aber bereits 1955 wieder entlassen wurde. Anschließend wurden mehrere Ermittlungsverfahren gegen ihn eingeleitet und eingestellt, das letzte wegen seines Todes. Ab 1963 ermittelte die Staatsanwaltschaft Berlin gegen Bovensiepen. Ermittlungsgegenstand bildeten die Deportationen der über 50.000 Juden der damaligen Reichshauptstadt in die Ghettos im besetzten Osteuropa. Am 10. April 1948 wurde Nosske beim Einsatzgruppen-Prozess zu lebenslanger Haft verurteilt. Seine Entlassung aus dem Kriegsverbrechergefängnis Landsberg erfolgte am 15. Dezember 1951. Brosig, Pütz und Waldbillig wurden ebenfalls angeklagt. Vogt wurde wegen seiner späteren Tätigkeit in Jugoslawien von den Alliierten an die jugoslawische Regierung ausgeliefert, dort zum Tode verurteilt und im Juli 1947 hingerichtet. Gutenberger, der oberste Polizeiführer von Rheinland und Westfalen, wurde im Oktober 1948 von einem britischen Militärgericht zu zwölf Jahren Haft verurteilt, aber bereits im Mai 1953 entlassen. Nach seiner Haftstrafe war er als Handelsvertreter tätig.

## Überlieferung
Keine andere Staatspolizeileitstelle hat eine derart große Menge an unbeschädigten Personenakten hinterlassen. Mehr als 76.000 Akten über verfolgte Personen, ca. 70 % des einstmaligen Gesamtbestandes, wurden im April 1945 von US-Truppen beschlagnahmt und später dem Land Nordrhein-Westfalen übergeben. Sie werden heute im Hauptstaatsarchiv Düsseldorf aufbewahrt und stehen Forschungszwecken zur Verfügung. Die Stimmungsberichte der Düsseldorfer Stapo (1934–36) lagern im Bundesarchiv Berlin.